# Kato Kivides
Kato Kivides (griechisch Κάτω Κυβίδες, türkisch Aşağı Alsandık) ist eine verlassene Gemeinde im Bezirk Limassol in der Republik Zypern. Bei der Volkszählung im Jahr 2021 hatte sie keine Einwohner mehr.

## Name
Die Hauptversion der Herkunft des Namens Kivides besagt, dass das Dorf seinen Namen von der mittelalterlichen zypriotischen Adelsfamilie „de Quevides“ (oder „de Chivides“) erhielt. Eine andere Version besagt, dass der Name von dem Cyvidit-Stein stammt, der auf natürliche Weise in Form eines Würfels aus der Erde kam.
Laut dem Linguisten Menelaos Christodoulou stammt der Name Kivides außerdem vom altfranzösischen Wort „Guivides“, was „große Weinberge“ oder „große Wälder“ bedeutet.

## Lage und Umgebung

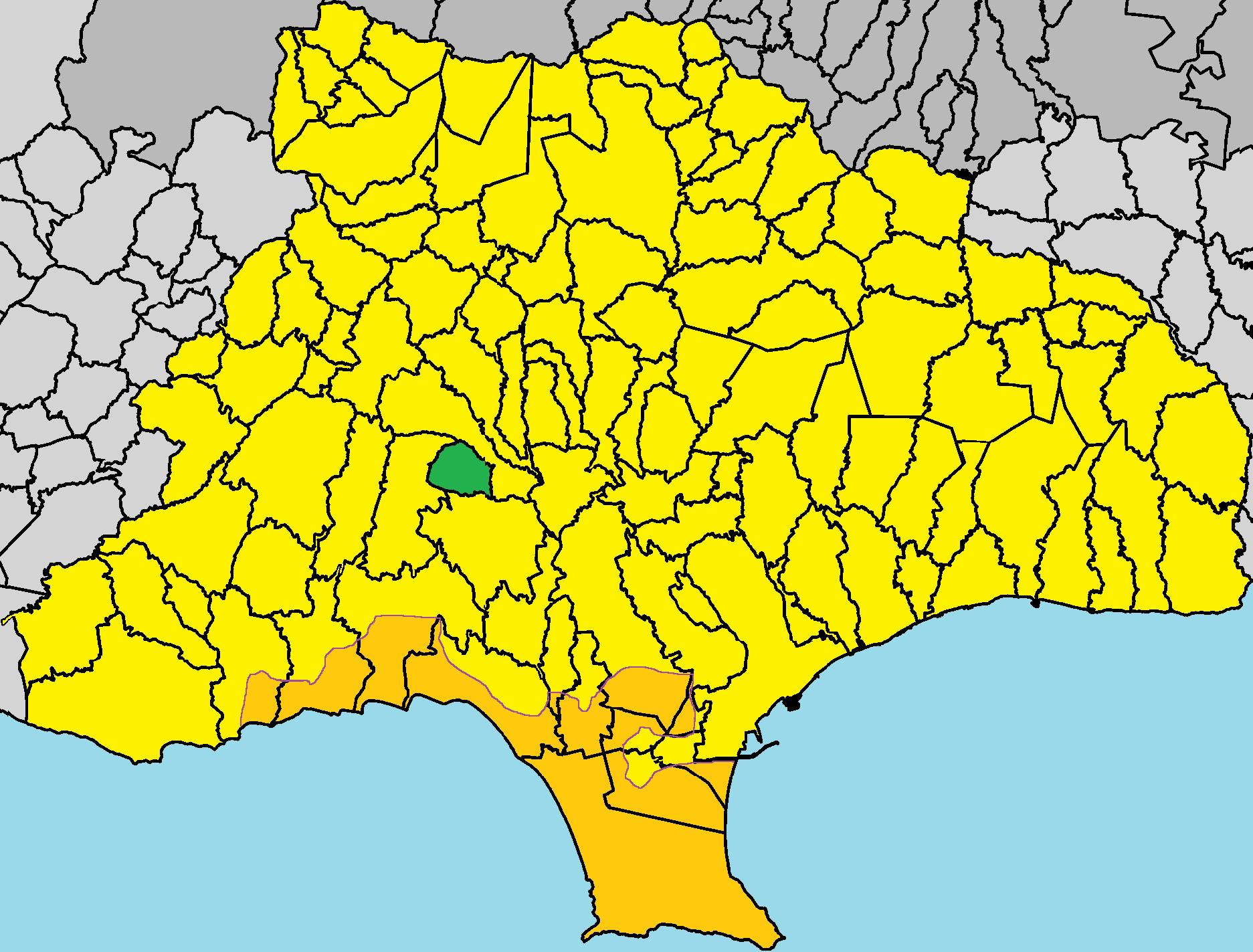
Lage im Bezirk Limassol

Kato Kivides liegt im Süden der Mittelmeerinsel Zypern auf einer Höhe von etwa 425 Metern, etwa 65 Kilometer südwestlich von der Hauptstadt Zyperns, Nikosia. Das etwa 5,76 Quadratkilometer große Dorf grenzt im Norden und Osten an die Gemeinde Agios Therapon, im Süden an Souni-Zanakia und im Westen an Pano Kivides.

## Geschichte
Die Einwohner von Kato Kyvida waren türkische Zyprioten. Während der bikommunalen Unruhen (in den Jahren 1963 bis 1964) verließen die Einwohner ihr Dorf, kehrten aber 1965 zurück. Nach der türkischen Invasion 1974 wurden die Einwohner in den nördlichen Teil Zyperns umgesiedelt. In Kato Kyvides ließen sich anfangs keine Einwohner nieder. Jahrzehntelang war es ein verlassenes Dorf. 2001 und 2011 wurden wieder Einwohner gezählt, bis die Gemeinde 2021 keine Einwohner mehr zählte.

### Bevölkerungsentwicklung
Die folgende Tabelle zeigt die Bevölkerung des Dorfes, wie sie in den in Zypern durchgeführten Volkszählungen erfasst wurde.
| Jahr      | 1881 | 1891 | 1901 | 1911 | 1921 | 1931 | 1946 | 1960 | 1976 | 1982 | 1992 | 2001 | 2011 | 2021 |
| Einwohner | 96   | 106  | 130  | 95   | 90   | 111  | 102  | 117  | 0    | 0    | 0    | 2    | 5    | 0    |